# Salvethymus
Salvethymus é um género de peixe da família Salmonidae.
Este género contém as seguintes espécies:
- Salvethymus svetovidovi